# Focke-Achgelis Fa 223
Der Focke-Achgelis Fa 223 war ein Hubschrauber mit zwei seitlich angebrachten Dreiblatt-Rotoren, der Ende der 1930er-Jahre von Focke-Achgelis in Deutschland entwickelt wurde. Die Flettner Fl 282 und die Fa 223 waren ab 1941 die ersten Hubschrauber, die in Serie produziert wurden.

## Geschichte

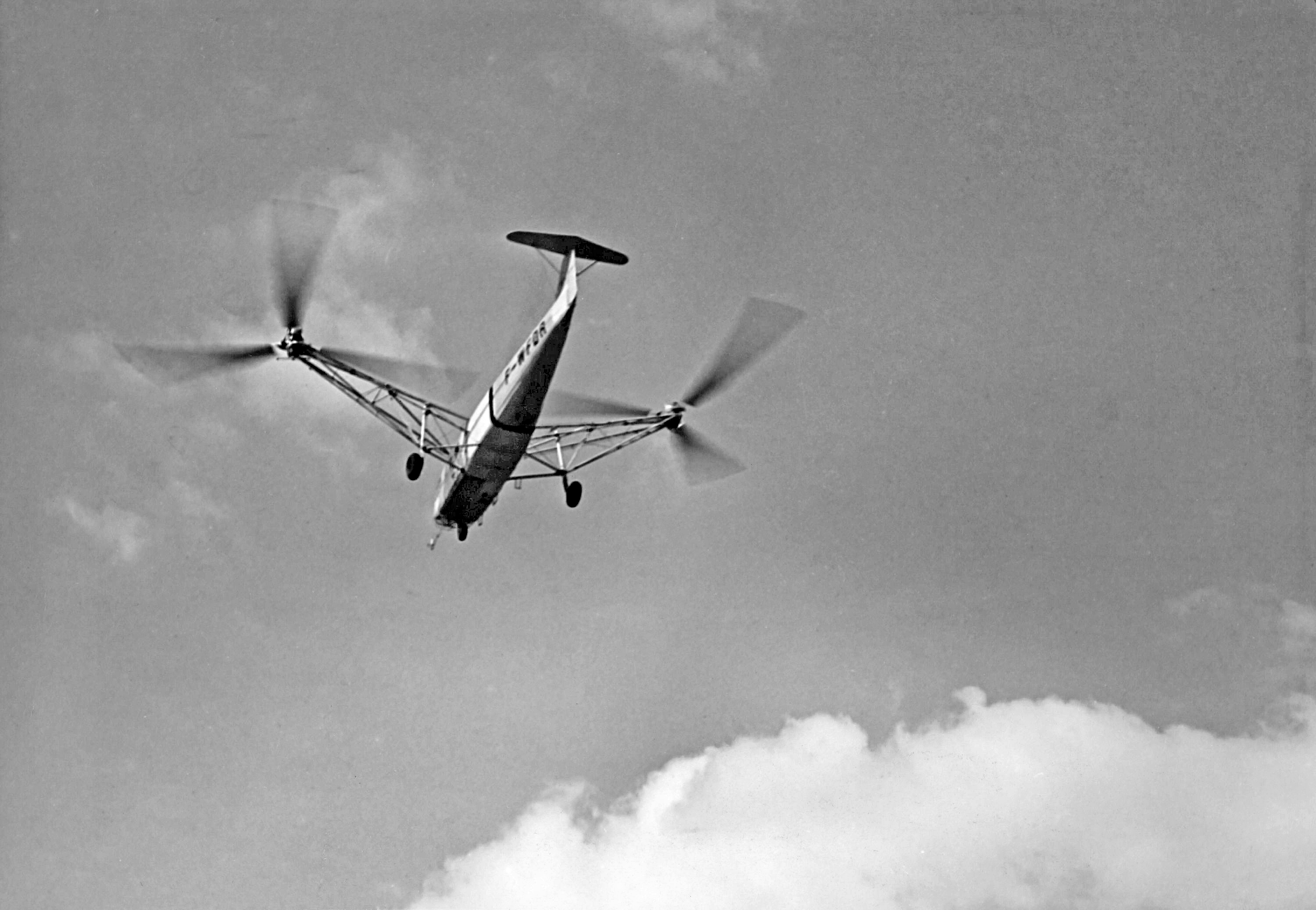
Eine Weiterentwicklung des Fa 223, ein SE 3000 der SNCASE

Henrich Focke, einer der Begründer der Firma Focke-Wulf, hatte mit der Fw 61 bereits einen ersten gebrauchsfähigen Entwurf für einen Hubschraubertyp vorgelegt. Nach Gründung der Firma Focke-Achgelis & Co GmbH durch Henrich Focke und den deutschen Meister im Kunstflug Gerd Achgelis im Jahre 1937 wurde dann ein einsatzfähiger größerer Hubschrauber entwickelt, der die Musterbezeichnung Fa 223 und den Beinamen „Drache“ erhielt.
Nach den Flugvorführungen der Fw 61 durch Carl Bode und Hanna Reitsch in der Deutschlandhalle im Jahre 1938 hatte das Reichsluftfahrtministerium (RLM) die Firma Focke-Achgelis mit der Entwicklung eines militärisch brauchbaren Hubschraubers beauftragt, der eine Last von 700 kg heben sollte.
Die Konstruktion von Motoranlage, Getriebe und Rotornaben sollte BMW übernehmen. Es kam eine spezielle kugelgelagerte Rotorblatt-Verstelleinrichtung (Prinzip nicht identisch mit dem heutiger Taumelscheiben) zum Einsatz, mit welcher der Einstellwinkel der Rotorblätter zyklisch und kollektiv gesteuert wurde (siehe Taumelscheibe).
Die Erprobung des Prototyps Fa 223 V1 begann im Oktober 1939, wobei zunächst verschiedene Schwingungsprobleme auftraten. Weniger als ein Jahr später konnte Flugkapitän Carl Bode mit der Freiflugerprobung beginnen.
Für die Serienproduktion ab 1941 einigte man sich auf die Version Fa 223 E für einen Mehrzweckhubschrauber. Die Produktion sollte im Werk von Focke-Achgelis in Hoykenkamp bei Delmenhorst erfolgen, wurde aber nach einem Bombenangriff nach Laupheim bei Ulm verlegt. Gegen Ende des Krieges wurde auch noch der Betrieb von Weser Flugzeugbau in Berlin-Tempelhof in die Fertigung einbezogen. Alles in allem konnten nur etwa 20 Exemplare gebaut werden.
Mitte Februar 1945 begann am „Führerhorst Ainring“ die Aufstellung der Transportstaffel 40 und die Pilotenausbildung unter dem Staffelkapitän Sepp Stangl, dem späteren Kommandanten des Fliegerregimentes 3 des Österreichischen Bundesheeres. Diese Staffel sollte mit 20 Fa 223 und 24 Fl 282 ausgerüstet werden. Wegen der amerikanischen Luftangriffe verlegte man die Staffel an den Fliegerhorst Aigen im Ennstal. Aufgrund des Vorstoßes der sowjetischen Truppen wurde die Transportstaffel mit dem ganzen Fuhrpark am 5. Mai 1945 Richtung Salzachtal verlegt. Bei einem ersten Kontakt mit den amerikanischen Streitkräften sahen diese von einer Festnahme ab, sodass die ganze Einheit nach Ainring verlegt werden konnte. Hier wurde dann die ganze Transportstaffel an die Amerikaner übergeben.
In der Tschechoslowakei wurden bei der Firma Avia noch zwei Exemplare als Vr-1 aus Ersatzteilen montiert. Auch in Frankreich wurde der Hubschrauber als Weiterentwicklung mit der Bezeichnung SE 3000 von SNCASE gefertigt. Damit begann die Hubschrauberentwicklung bei Aérospatiale.

## Einsätze
Die wenigen verfügbaren Maschinen wurden vorwiegend für Transportaufgaben bei den Gebirgsjägern, als Bergungshubschrauber und im Aufklärungsdienst eingesetzt.
Die Fa 223 mit der Kennung GW+PA flog vom Flugfeld bei Danzig-Praust aus den vermutlich ersten Hubschrauber-Rettungseinsatz unter Kriegsbedingungen: Am 6. März 1945 hatte Leutnant Schadewitz, der Pilot einer Bf 109 G-8 der in Danzig-Praust stationierten Nahaufklärungsgruppe 4, nur wenige Kilometer von seinem Fliegerhorst entfernt im dichten Schneesturm die Orientierung verloren. Die Folge war eine Bruchlandung unweit der Ortschaft Goschin (heute: Goszyn). Es gelang dem Piloten einer Fa 223, Leutnant Hans Helmut Gerstenhauer, den Verletzten zu retten und zu einem Lazarett zu fliegen. Wenig später wurde die Maschine wegen der heranrückenden Roten Armee zurückbeordert und erreichte schließlich am 11. März Werder an der Havel. Für die längste Etappe von Gotenhafen-Hexengrund (heute: Babie Doły) zum nächsten in deutscher Hand befindlichen Flugplatz in Swinemünde-Garz wurde die Maschine mit einem Zusatztank ausgerüstet, was sie in die Lage versetzte, nonstop 340 Kilometer zurückzulegen. Weitere Kriegseinsätze fanden nicht mehr statt.

## Rekordflüge
Bei der Flugerprobung wurden einige Weltrekorde aufgestellt, die allerdings wegen des Kriegszustands nicht international anerkannt wurden. So wurden beispielsweise eine Geschwindigkeit von 182 km/h und eine Steiggeschwindigkeit von 8,80 m/s bei einem Gesamtgewicht von 3705 kg erreicht.
Nach dem Ende des Zweiten Weltkrieges gelang dem Testpiloten Hans-Helmut Gerstenhauer von der Firma Focke-Achgelis mit seiner Besatzung am 6. September 1945 die erste Nonstop-Überquerung des Ärmelkanals in einem Hubschrauber. Die dabei verwendete Fa 223 (der Prototyp V14) wurde anschließend in Großbritannien erprobt und untersucht, bis sie bei einem Versuchsflug aufgrund von Wartungsmängeln abstürzte und zerstört wurde.

## Konstruktion und Antrieb
Der Rumpf war eine geschweißte Stahlrohrkonstruktion, die im hinteren Bereich mit Stoff bespannt war. Am Heck befand sich ein konventionelles Leitwerk mit einem oben montierten trimmbaren Höhenruder. Der vordere Bereich mit dem Cockpit und dem Motor war mit Blech verkleidet. Die Besatzung von zwei Mann (Pilot und Beobachter) war nebeneinander in einer voll verglasten Kanzel mit sehr guter Rundumsicht untergebracht. In der Mitte, nahe dem Schwerpunkt, wurde die Motor-Getriebeeinheit montiert. Dazu wurde ein Neunzylinder-Sternmotor BMW-Bramo 323 „Fafnir“ verwendet. Die beiden gegensinnig laufenden Rotoren wurden nebeneinander auf einer Gitterrohrkonstruktion in einem Abstand von 12,50 m befestigt. Jeder hatte drei Blätter aus Stahlholmen und Holzrippen, mit Holzvorderkante und Stoffbespannung.
Zwischen dem Cockpit und der Antriebseinheit gab es einen Laderaum mit einer elektrischen Winde. Damit konnte entweder Fracht oder ein an einem Haken hängender Rettungskorb abgelassen und hochgezogen werden. Der Hubschrauber konnte zusätzlich noch mit einem 300 Liter fassenden Abwurftank zur Reichweitenvergrößerung ausgerüstet werden.

## Technische Daten

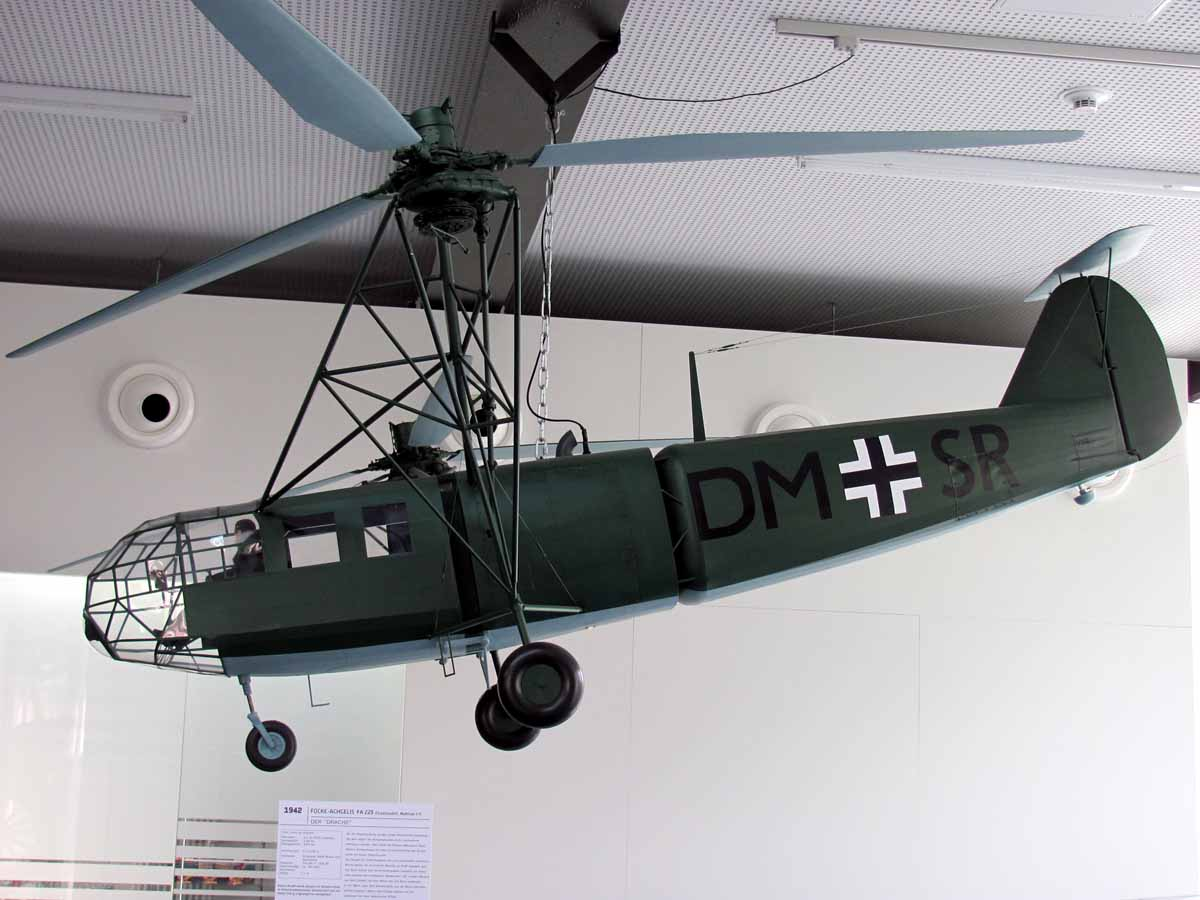
Modell der Fa 223 Drache im Maßstab 1:4,6 im Hubschraubermuseum Bückeburg

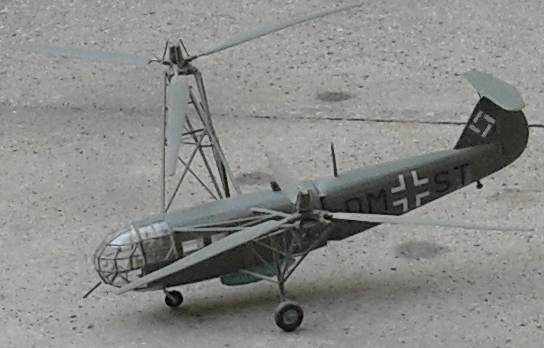
Focke-Achgelis Fa 223 (Modell)

| Kenngröße             | Daten                          |
| --------------------- | ------------------------------ |
| Besatzung             | 1                              |
| Passagiere            | 3                              |
| Länge                 | 12,25 m                        |
| Höhe                  | 4,35 m                         |
| Rumpfbreite           | 1,65 m                         |
| Rotor Ø               | 2 × 12,0 m                     |
| Leermasse             | 3180 kg                        |
| max. Startmasse       | 4434 kg                        |
| Höchstgeschwindigkeit | 182 km/h                       |
| Reisegeschwindigkeit  | 122 km/h                       |
| Reichweite            | 300 km (700 km mit Zusatztank) |
| Dienstgipfelhöhe      | 2010 m                         |
| Triebwerk             | Sternmotor BMW-Bramo 323 D     |
| Leistung              | 735 kW (1000 PS)               |